# Marielle Thompson
Marielle Thompson (North Vancouver, 15 juni 1992) is een Canadese freestyleskiester. Ze vertegenwoordigde haar vaderland op de Olympische Winterspelen 2014 in Sotsji, waar ze de skicross won, en op de Olympische Winterspelen 2018 in Pyeongchang.

## Carrière
Bij haar wereldbekerdebuut, op 18 december 2010 in Innichen, scoorde Thompson direct haar eerste wereldbekerpunten, een dag later behaalde ze in Innichen haar eerste toptienklassering in een wereldbekerwedstrijd. Op de wereldkampioenschappen freestyleskiën 2011 in Deer Valley eindigde de Canadese op de vijftiende plaats. In december 2011 stond ze in Innichen voor het eerst op het podium van een wereldbekerwedstrijd, op 3 februari 2012 boekte ze in The Blue Mountains haar eerste wereldbekerzege. Aan het eind van het seizoen 2011/2012 legde Thompson beslag op de eindzege in het skicross wereldbekerklassement. In Voss nam de Canadese deel aan de wereldkampioenschappen freestyleskiën 2013. Op dit toernooi veroverde ze de zilveren medaille op het onderdeel skicross. Tijdens Olympische Winterspelen van 2014 in het Russische Sotsji sleepte Thompson de gouden medaille in de wacht op de skicross. Ze bleef haar landgenote Kelsey Serwa en de Zweedse Anna Holmlund voor. Aan het eind van het seizoen 2013/2014 legde Thompson, voor de tweede maal in haar carrière, beslag op de eindzege in het skicross wereldbekerklassement.
Op de wereldkampioenschappen freestyleskiën 2015 in Kreischberg eindigde Thompson als achtste op de skicross. Aan het eind van het seizoen 2016/2017 legde de Canadese, voor de derde maal in haar carrière, beslag op de eindzege in het skicross wereldbekerklassement. In de Spaanse Sierra Nevada nam ze deel aan de wereldkampioenschappen freestyleskiën 2017. Op dit toernooi eindigde ze als vijfde op het onderdeel skicross. Tijdens de Olympische Winterspelen van 2018 in Pyeongchang eindigde Thompson als zeventiende op de skicross.
Op de wereldkampioenschappen freestyleskiën 2019 in Park City werd de Canadese wereldkampioene op de skicross. In Idre Fjäll nam ze deel aan de wereldkampioenschappen freestyleskiën 2021. Op dit toernooi eindigde ze als elfde op de skicross.

## Resultaten

### Olympische Winterspelen
| Jaar | Plaats      | Resultaten   |
| ---- | ----------- | ------------ |
| 2014 | Sotsji      | Skicross     |
| 2018 | Pyeongchang | 17e Skicross |

### Wereldkampioenschappen
| Jaar | Plaats        | Resultaten   |
| ---- | ------------- | ------------ |
| 2011 | Deer Valley   | 15e Skicross |
| 2013 | Voss          | Skicross     |
| 2015 | Kreischberg   | 8e Skicross  |
| 2017 | Sierra Nevada | 5e Skicross  |
| 2019 | Park City     | Skicross     |
| 2021 | Idre Fjäll    | 11e Skicross |

### Wereldbeker
Eindklasseringen
| Seizoen   | Algm   | SX     |
| --------- | ------ | ------ |
| 2010/2011 | 50e    | 16e    |
| 2011/2012 | Brons  | Goud   |
| 2012/2013 | 36e    | 7e     |
| 2013/2014 | 4e     | Goud   |
| 2014/2015 | 34e    | 8e     |
| 2015/2016 | 6e     | Zilver |
| 2016/2017 | Zilver | Goud   |
| 2018/2019 | 8e     | Brons  |
| 2019/2020 | 6e     | Brons  |

Wereldbekerzeges
| Datum            | Plaats             | Onderdeel |
| ---------------- | ------------------ | --------- |
| 3 februari 2012  | The Blue Mountains | Skicross  |
| 3 maart 2012     | Branäs             | Skicross  |
| 10 maart 2012    | Grindelwald        | Skicross  |
| 7 december 2013  | Nakiska            | Skicross  |
| 17 januari 2014  | Val Thorens        | Skicross  |
| 23 maart 2014    | Sierra Nevada      | Skicross  |
| 6 december 2014  | Nakiska            | Skicross  |
| 9 januari 2015   | Val Thorens        | Skicross  |
| 10 januari 2015  | Val Thorens        | Skicross  |
| 5 december 2015  | Montafon           | Skicross  |
| 17 januari 2016  | Watles             | Skicross  |
| 23 januari 2016  | Nakiska            | Skicross  |
| 14 februari 2016 | Idre               | Skicross  |
| 9 december 2016  | Val Thorens        | Skicross  |
| 13 december 2016 | Arosa              | Skicross  |
| 17 december 2016 | Montafon           | Skicross  |
| 15 januari 2017  | Watles             | Skicross  |
| 12 februari 2017 | Idre               | Skicross  |
| 25 februari 2017 | Sunny Valley       | Skicross  |
| 5 maart 2017     | The Blue Mountains | Skicross  |
| 17 maart 2019    | Veysonnaz          | Skicross  |
| 14 december 2019 | Montafon           | Skicross  |
| 17 december 2019 | Arosa              | Skicross  |
| 1 februari 2020  | Megève             | Skicross  |